# Steve Vai
Steven Siro Vai, ameriški kitarist, skladatelj, pevec, komponist in producent, * 6. junij 1960 Carle Place, New York, Združene države Amerike
Vai, petnajstkratni nominiranec in trikratni dobitnik nagrade grammy je svojo glasbeno kariero začel leta 1978 pri osemnajstih letih kot prepisovalec za Franka Zappo, v skupini Zappa pa je igral od leta 1980 do 1983. Solo kariero je začel leta 1983 in je do danes izdal osem solo albumov. Snemal in nastopal je na turnejah z Alcatrazzom, Davidom Leejem Rothom in Whitesnakeom ter snemal z umetniki, kot so Public Image Ltd, Mary J. Blige, Spinal Tap in Ozzy Osbourne. Poleg tega je Vai gostoval z nastopi na G3, Zappa Plays Zappa in na turneji Experience Hendrix, pa tudi na mednarodnih turnejah.
Vai je bil opisan kot »zelo individualističen igralec« in del generacije »virtuozov heavy rocka in metala, ki so prišli v ospredje v osemdesetih letih«. Svoj prvi solo album Flex-Able je izdal leta 1984, medtem ko je bila njegova najuspešnejša izdaja, Passion and Warfare (1990), opisana kot »najbogatejši in najboljši hard rock kitarsko-virtuozni album 80-ih«. Revija Guitar World ga je razglasila za »desetega največjega kitarista« prodal pa je že več kot 15 milijonov izvodov albumov.